# Festung Magletsch

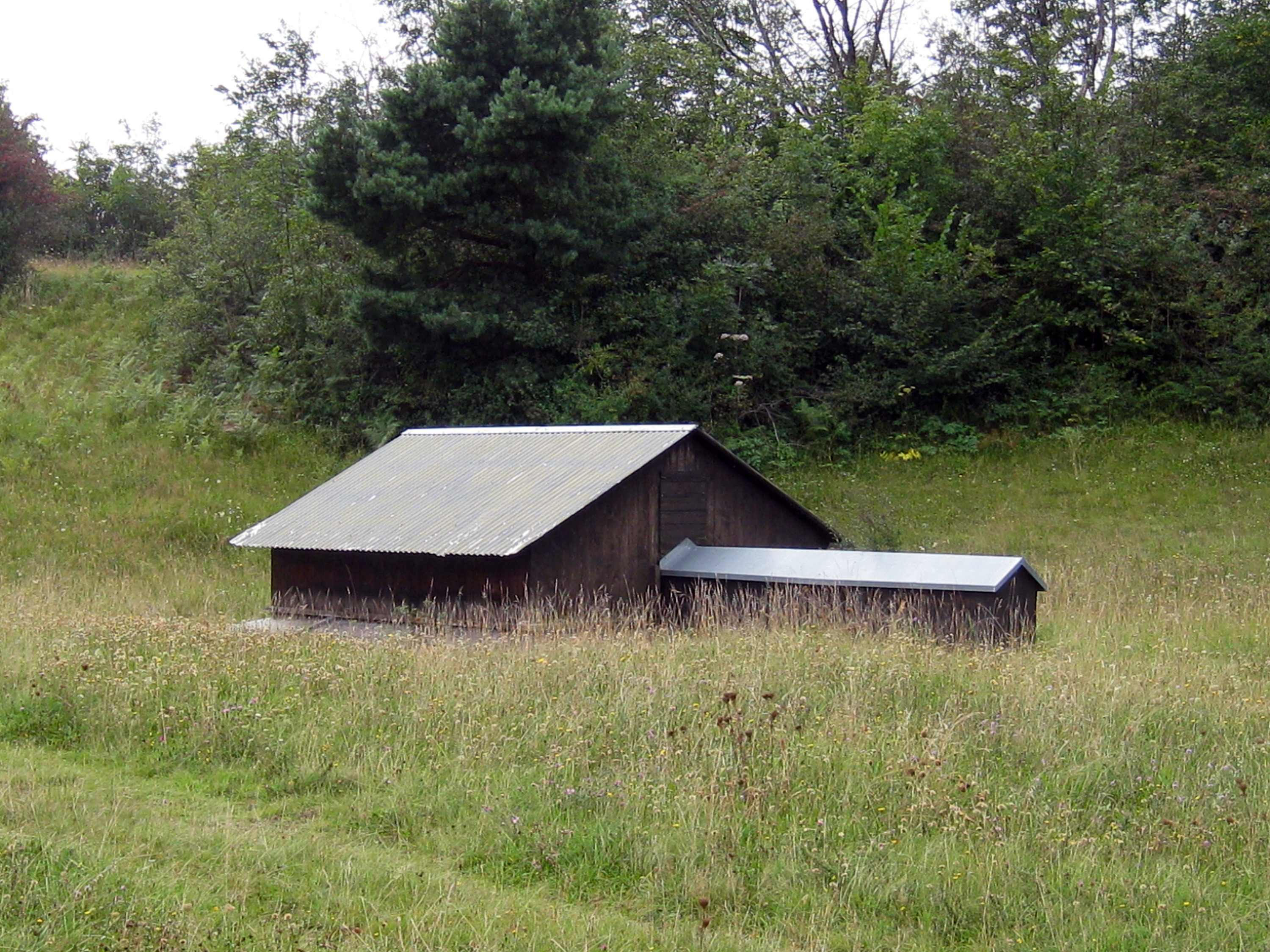
Panzerturm Nord mit drehbarem 10,5 cm Geschütz

Die Festung Magletsch (Armeebezeichnung A 6020 «Der Hammer») ist eine 1940 erbaute, unterirdische Verteidigungsanlage bei Gretschins, Gemeinde Wartau im Schweizer Kanton St. Gallen. Sie besteht aus einem Artilleriewerk mit Aussenanlagen und Gegenwerken und bildet den nördlichsten Eckpfeiler der Festung Sargans. Mit sieben Kanonen war sie eines der stärksten und grössten Artilleriewerke des Reduits und der Schweizer Armee. Mit der Armeereform 1995 wurde sie als Kampfanlage aufgehoben, ein Teil der Festung kann seit 2000 als Museum besichtigt werden.

## Geschichte
Die strategisch günstige Lage wurde bereits um 1225 beim Bau der Höhenburg Wartau erkannt. 
Das in der Nähe der Burg Wartau liegende Turmwerk wurde Anfang des Zweiten Weltkrieges (ab Herbst 1939) in den Berg getrieben und war im September 1940 schussbereit. Die Bunkerkanonen-Batterie Ost war im Februar 1941 schussbereit und die Batterie West im Juli 1941. 1995 wurde im Parterre der Festung eine moderne unterirdische Truppenunterkunft eingerichtet, die von der Armee genutzt wird. 

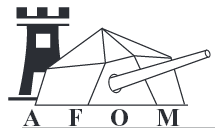
Verein Artillerie-Fort Magletsch

Nachdem der Kampfteil der Festung im Zuge der Armeereform 95 keine Funktionen mehr hatte, wurden wesentliche Kampf- und Infrastrukturteile der Festung vom Verein Artillerie-Fort Magletsch vom VBS gemietet und zu einer begehbaren Festungsanlage hergerichtet; sie ist seit dem 1. Juli 2000 für die Öffentlichkeit zugänglich.

## Artilleriewerk Magletsch
Die Werkinfrastruktur war für 381 Mann ausgelegt und umfasste Unterkunfts- und Verpflegungstrakte, eine eigene Bäckerei und Wäscherei, einen Spital mit 70 Betten, zwei Wasserreservoirs mit insgesamt 1,6 Millionen Liter Trinkwasser, drei Schiffsdieselmotoren für die Stromproduktion sowie zwei Treibstofftanks zu je 100'000 Liter Diesel. Die Gesamtlänge der Stollen beträgt etwa 4000 m und wurde in Kalkstein getrieben, weswegen die Stollen ausbetoniert werden mussten.

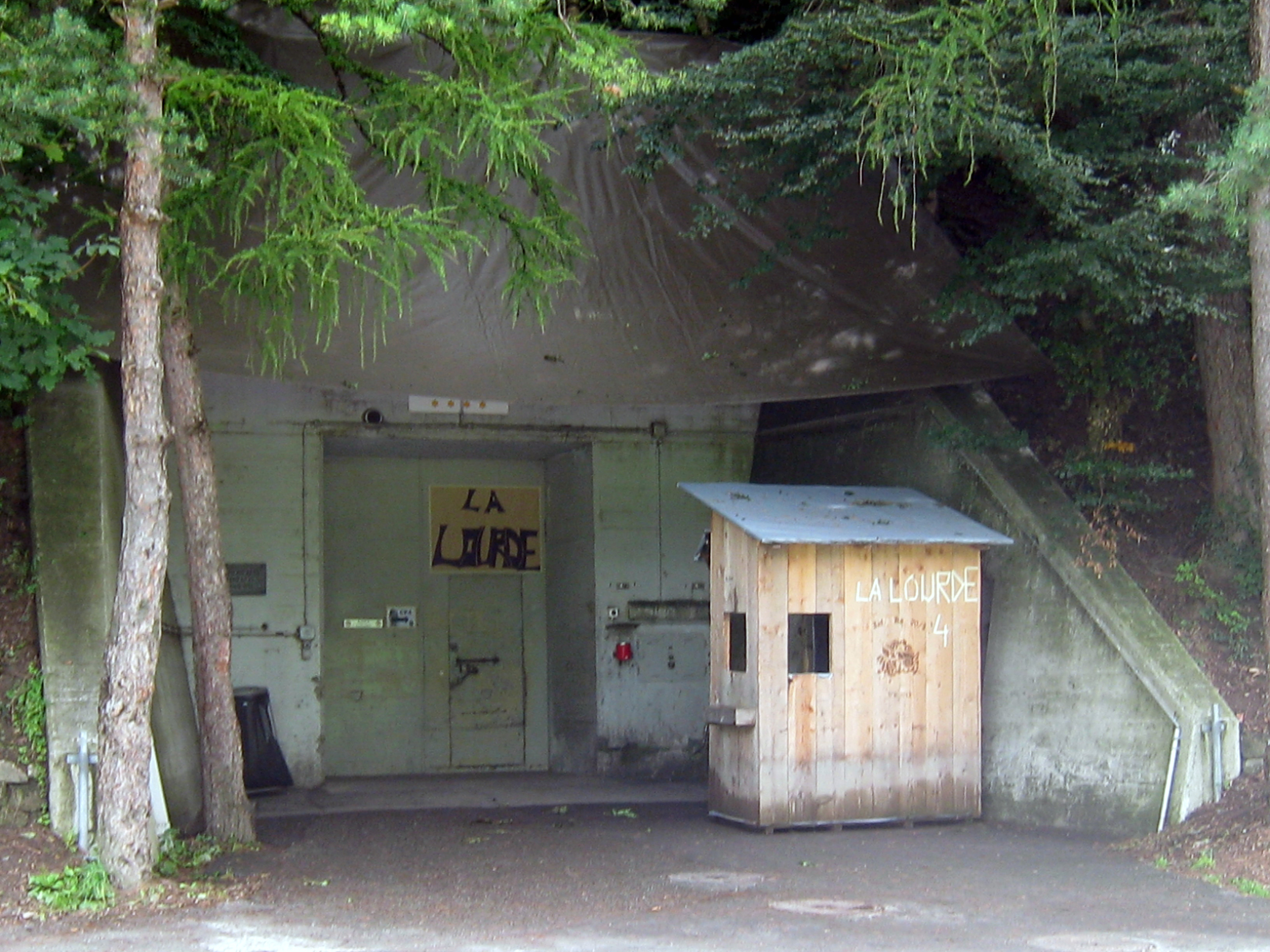
Haupteingang zur Festung
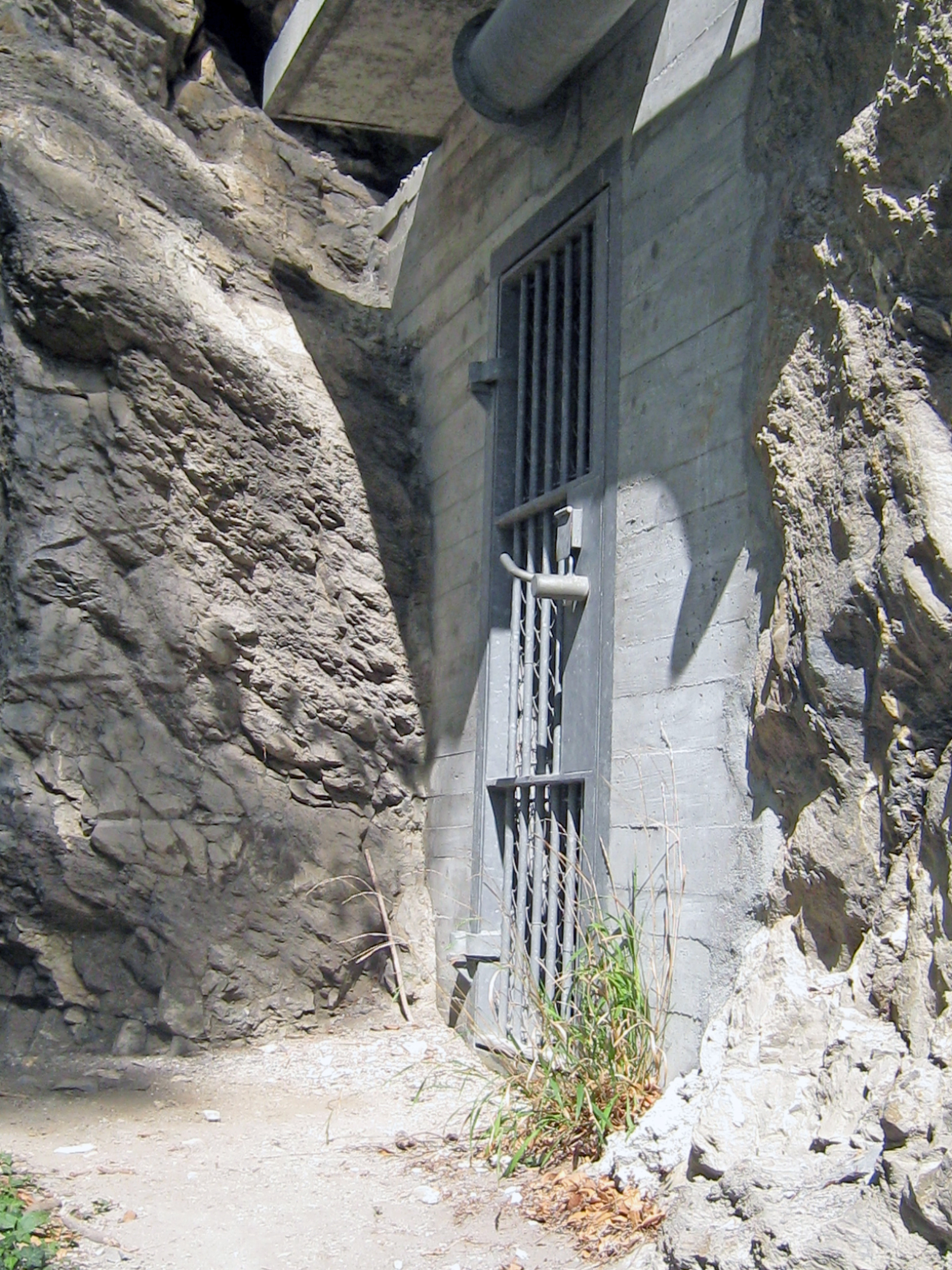
Notausgang der Festung
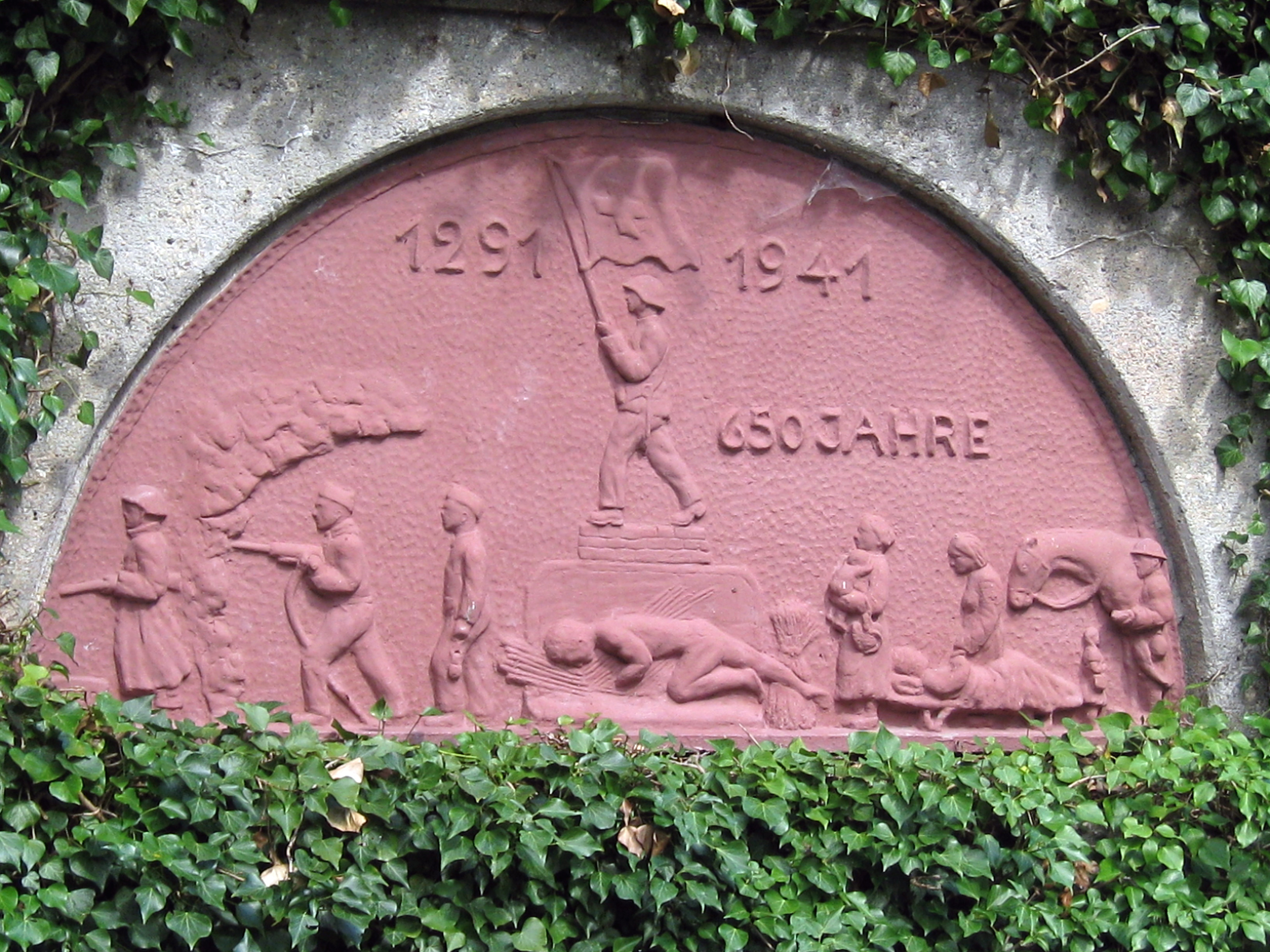
Sandstein-Relief 650 Jahre Schweiz (1941)

### Bewaffnung
Die Hauptbewaffnung umfasste drei Panzertürme mit Turmkanonen Kaliber 10,5 cm mit je einem Umlaufförderer für die Munition, der hier Paternoster genannt wird, vier Bunkerkanonen 7,5 cm sowie zehn Stände für Maschinengewehre und Leichte Maschinengewehre. Gegen feindliche Flugzeuge wurde das Werk von Fliegerabwehrkanonen geschützt. Zusätzlich wurde die Anlage durch etwa 600 Mann Aussentruppe verteidigt. In den 1960er Jahren wurden südlich der Panzertürme zusätzlich zwei 8,1-cm-Festungsminenwerfer 1956/60 A 6020 eingebaut.
Mit den Turmkanonen hätte das Gebiet bis Rankweil, Vorarlberg, unter Beschuss genommen werden können.
Am 14. Oktober 1968 ergab sich bei einem Übungsschiessen ein Seitenfehler eines Geschützrohres, der dazu führte, dass die Munition nicht über dem Zielgebiet explodierte, sondern im Ausland, über Malbun im Fürstentum Liechtenstein. Der Splitterregen von fünf Übungsgeschossen ging auf Parkplätze und Hotels nieder, das Zentrum habe ausgerechnet im Hang neben der «Friedenskapelle» gelegen.

### Objekte
- Artilleriewerk Magletsch A 6020 ⊙
- Panzerturm Magletsch Nord ⊙
- Panzerturm Magletsch Süd ⊙
- Panzerturm Magletsch Ost ⊙
- 8.1-cm-Festungsminenwerfer ⊙
- Infanteriewerk Brögstein A 6021 (Gegenwerk) ⊙
- Infanteriewerk Wartau A 6022 (Gegenwerk) ⊙
- Artilleriebeobachter Guggstein A 6050 ⊙
- Übungsbunker Mumpertjörs 10,5 cm Hb 46 A 6069 ⊙
- Unterstand A 6091[5]

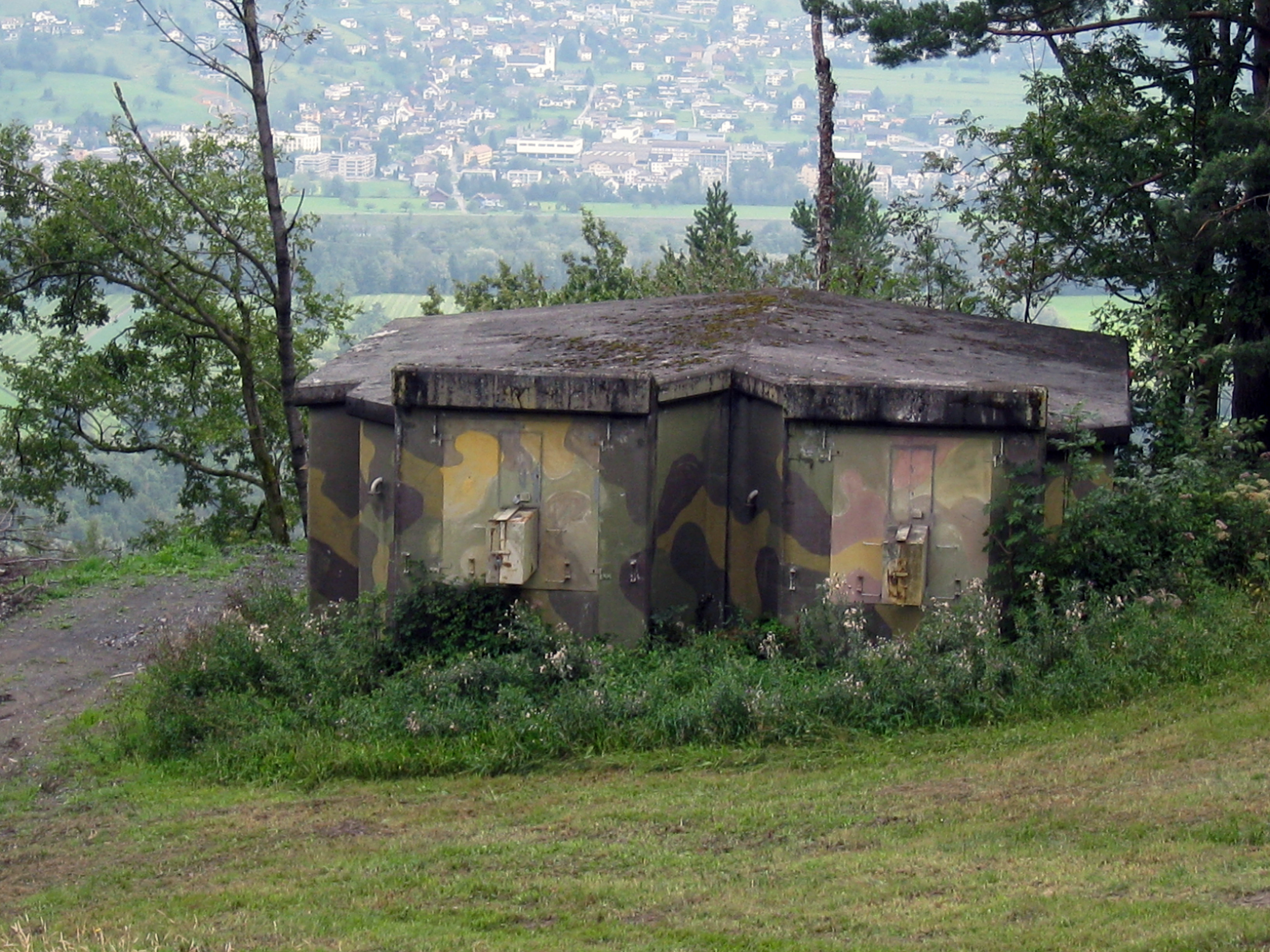
Artilleriegeschütz
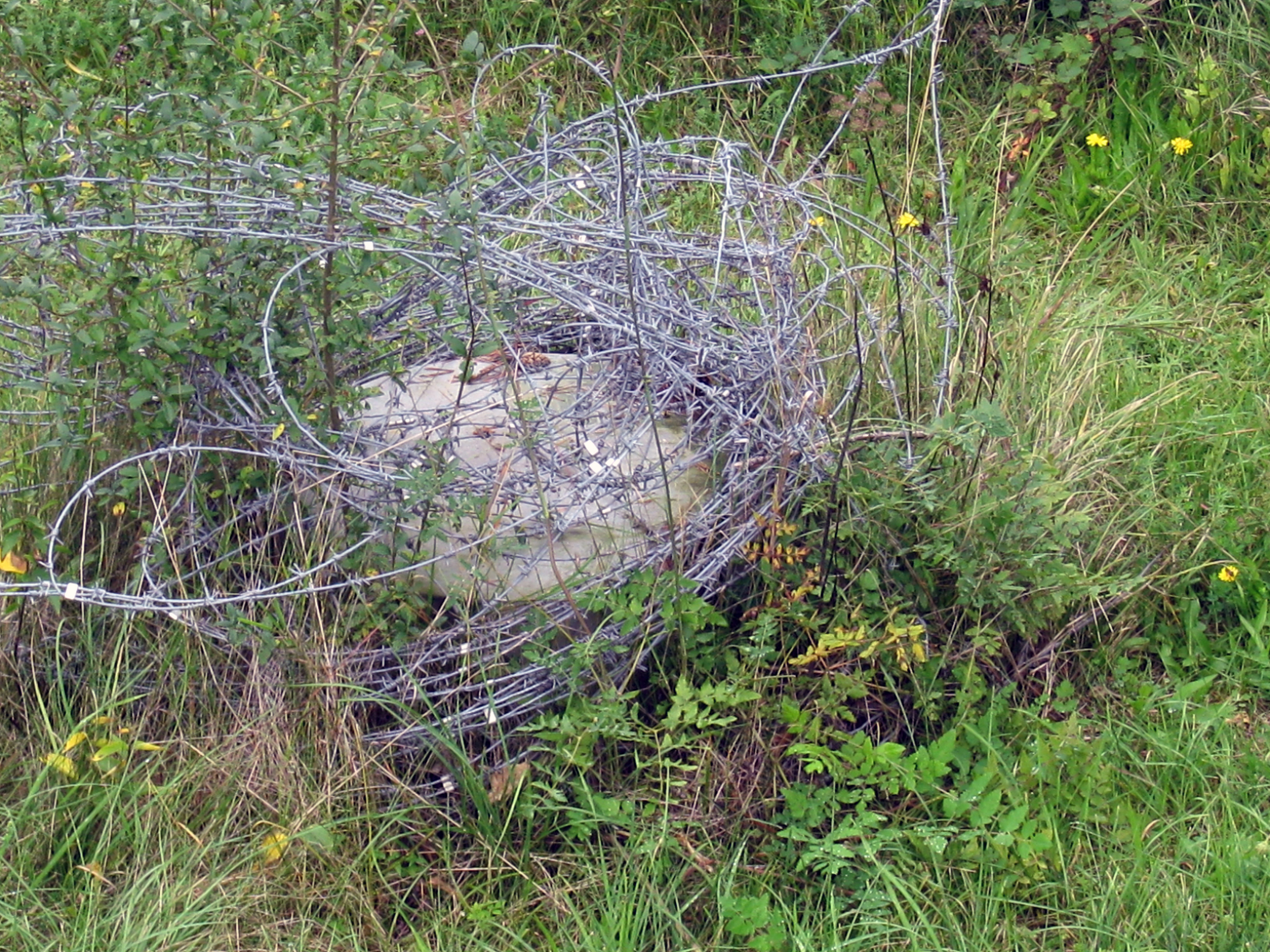
Mündungsabdeckung eines 8,1 cm Festungsminenwerfers
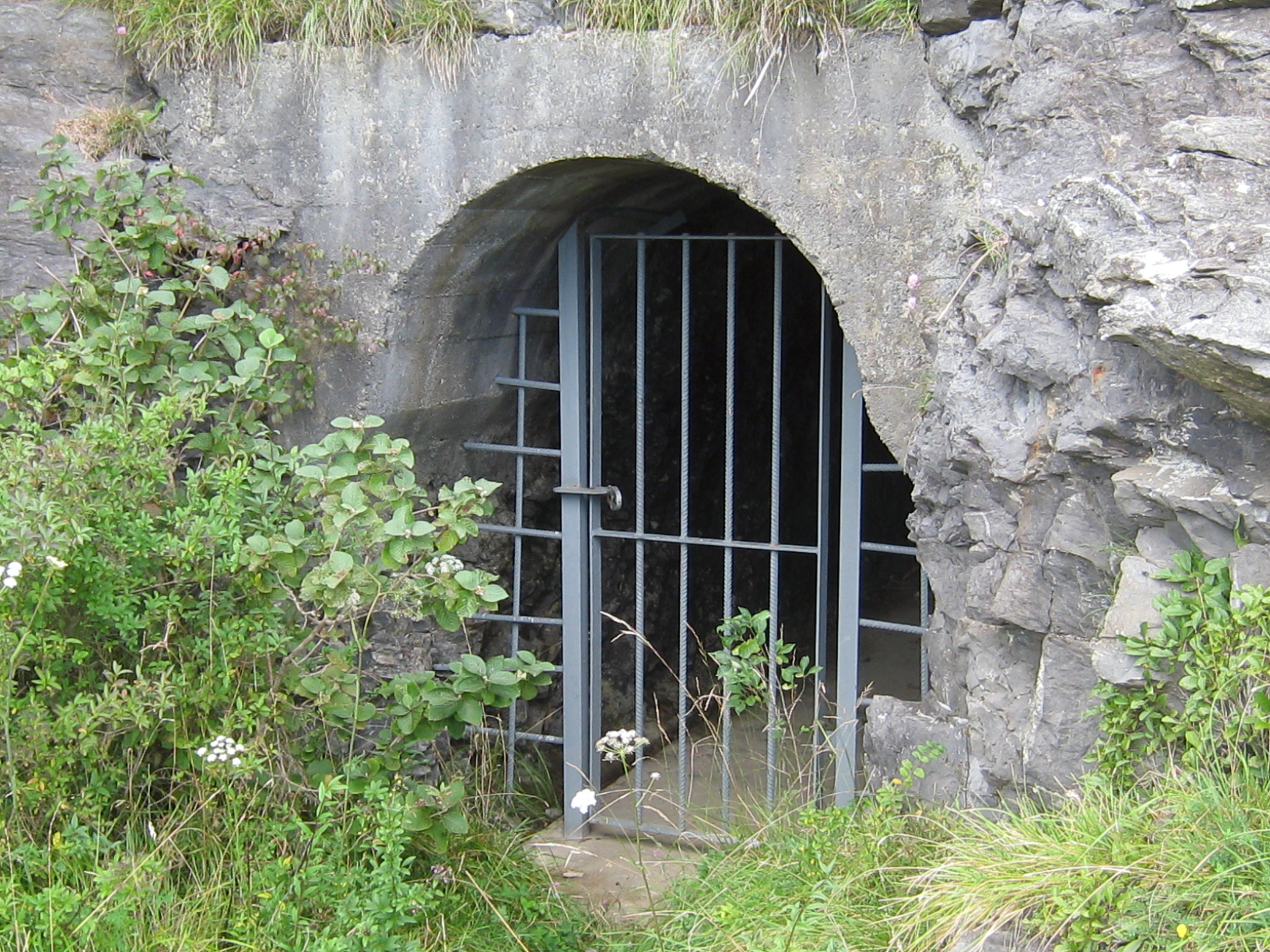
Eingang zur Minenwerfer-Stellung

## Sperrstelle Plattis Wartau SG

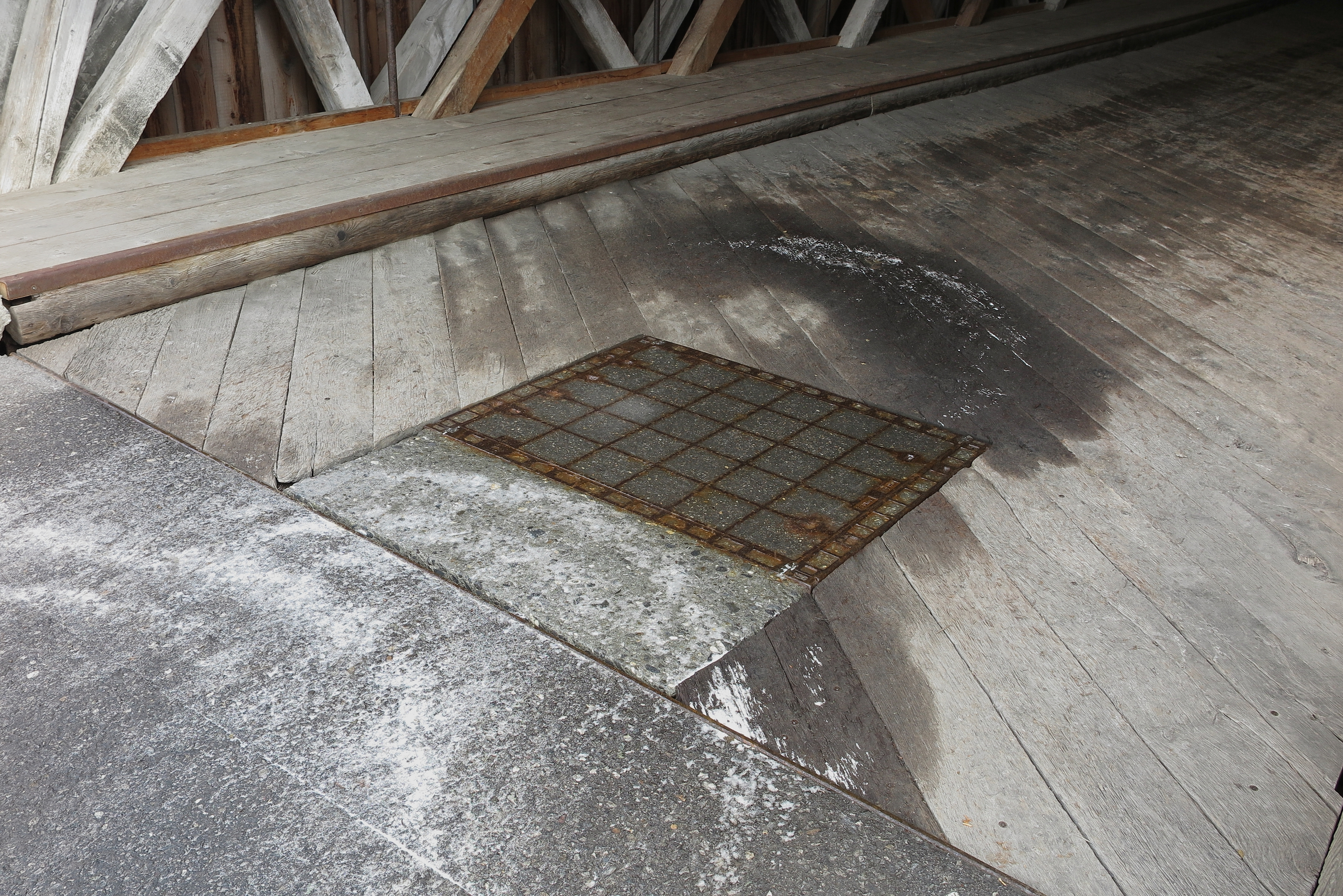
Sprengschacht Alte Rheinbrücke Vaduz–Sevelen

Die Sperrstelle Plattis (Armeebezeichnung Nr. 1304) war die erste künstliche Panzersperre der Festung Sargans gegen Norden. Sie sperrte die Schweizerseite des Rheintals zwischen Rheintal-Westhang und Rhein und wurde ab Oktober 1939 gebaut. Der Weiler Plattis liegt zwischen den Ortschaften Sevelen und Weite Wartau im oberen St. Galler-Rheintal. 
Die Sperrstelle war Teil der Aussenanlage und bildete eine Einheit mit der Batterie Ost des Artilleriewerks Magletsch. Sie liegt östlich vor dem Artilleriewerk und besteht aus einem Geländepanzerhindernis mit Höckern, Tankgraben und zahlreichen Strassenbarrikaden, einem Infanteriewerk zur Panzerabwehr und einem Flankierbunker. Die Batterie Ost des Artilleriewerks wirkte ebenfalls auf die Sperrstelle. 
- Infanteriebunker Plattis A 6023 ⊙
- Flankierwerk Plattis A 6024 ⊙
- Geländepanzerhindernis Plattis T 3312 ⊙[6]
- Sprengobjekt Alte Rheinbrücke Vaduz–Sevelen ⊙
- Schindlerbunker Sperrstelle Sevelen ⊙

## Höhlensystem
Bei Magletsch befindet sich auch ein natürliches Höhlensystem von 421 Meter Länge.⊙